# Vikingi
Vikingi so bili bojevniki in trgovci, ki so plenili po obalah Skandinavije, Britanskega otočja in drugih delih Evrope med 8. in 12. stoletjem in trgovali širše po Evropi. Danes beseda Vikingi označuje vse Skandinavce iz tega obdobja, čeprav je bolj ustrezen izraz Nordijci ali Normani.

## Izvor
Predniki Vikingov so bila germanska ljudstva, ki so se na območje Skandinavije začela naseljevati iz severozahodne Evrope kakih 2000 let pred »vikinškim obdobjem«. Ta ljudstva so se v pretežni meri ukvarjala s poljedelstvom, le na skrajnem severu so se prilagodila okolju in se preživljala z lovom in ribolovom, saj so bili tam podnebni pogoji za kmetijstvo neugodni. Kasneje so se ta ljudstva začela povezovati in se poleg kmetijstva začela ukvarjati s trgovino. Slednja jih je tudi primorala h gradnji ladij, ki so bile sposobne prepluti velike razdalje, kasneje pa so jih uporabljali na svojih roparskih pohodih in raziskovanju. Zgodovinarji so mnenja, da je prenaseljenost silila Vikinge k spremembi načina življenja. Zemlja ni več mogla preživeti vse številčnejšega prebivalstva, pa tudi vse večja potreba po dobrinah, ki jih s trgovino niso mogli zagotoviti, je prisilila ta, do tedaj miroljubna ljudstva, da so postala strah in trepet Evrope.

## Verstvo
Vikingi so bili politeisti. Njihov glavni bog je bil Odin, poglavar bogov in zaščitnik plemičev, vojščakov, pogumnih ter modrih. V vikinški mitologiji je jezdil na osmeronogem konju, ki ga ni moglo nič ustaviti, in v spremstvu dveh krokarjev nadzoroval svet. Thor je bil bog groma. Odinova žena je bila Frigga glavna boginja, boginja modrosti in prerokovanja (uvedla je rune za prerokovanje). Oblečena je bila v plašč, ki je izgledal kot oblaki, ki menjajo barvo glede na razpoloženje.
Ker vikinško verstvo ni bilo dobro organizirano, si je elemente pogosto izposojalo iz drugih verstev. Kljub pokristjanjevanju Skandinavije v 10. stoletju se je vikinško verstvo ohranilo še stoletje, saj so se Vikingi dali krstiti predvsem zaradi političnih razlogov. Sveti Olaf (pravo ime Olaf II. Norveški), eden prvih krščanskih vikinških kraljev, je sicer politično propadel, ampak je bil 1164 razglašen za svetnika in mučenca.

## Širitev vikinškega vpliva
Začetek vikinškega obdobja sega nekako v sredino 8. stoletja, roparske pohode pa so prva začela ljudstva z ozemlja današnje Norveške, kakih 50 let za njimi pa so jim sledila še plemena z Danskega. Prve dežele, ki so občutile vikinško pest, pa so bile današnje Združeno kraljestvo, Frankovska država, kasneje pa še Irska, kjer so se Vikingi prvič tudi ustalili. Najbolj znana vikinška naselbina na tem otoku je Dublin, ki so ga ustanovili leta 841. Takrat so Vikingi tudi spremenili dotedanjo prakso vračanja v domače pokrajine po opravljenih roparskih pohodih. Okoli leta 850 nastanejo tudi prva vikinška naselja na britanskem otoku. Prvo naselje je bilo nekakšno vojaško oporišče na otoku Thanet v izlivu Temze. V nekaj naslednjih letih so Vikingi z Danskega zasedli cel severovzhodni del britanskega otoka in tam ustanovili deželo, ki se je je prijelo ime Danelaw, saj so tam veljali danski zakoni in običaji. Po veliki bitki pri Ashingtonu leta 1016, v kateri so Vikingi porazili wesseškega kralja Edmonda II., pa so Vikingi zasedli cel Otok.

### Celinska Evropa
Okoli leta 800 so začeli danski Vikingi napadati deželo Frizijo, preko katere so po rekah s svojimi ladjami prodrli globoko na ozemlje današnje Francije. V enem od takih pohodov so leta 845 opustošili celo Pariz, leto kasneje pa še mesta Verdun, Toul ter Troy.
Približno v istem času so Vikingi pripluli tudi na skrajni zahod Evrope in plenili po Portugalski in Španiji, kjer so se za nekaj časa celo naselili v izropani Sevilji, od koder so jih kasneje sicer odgnali Arabci, a so se Vikingi vedno znova vrnili.
Naslednje tarče vikinških napadov so bila obalna severnoafriška mesta ter Apeninski polotok, kjer so izropali mesti Pisa in Luni.
Švedski Vikingi so se, za razliko od danskih in norveških, podali na vzhod (prek Baltika) in od tam po plovnih rekah v osrčje vzhodne Evrope. Po tej poti so prišli vse do Črnega morja in Bagdada. Za nekaj časa so zasedli Kijev in Novgorod ter obvladovali vse ozemlje ob Dnepru in Volgi. Tam so se počasi asimilirali in čez čas izginili.

### Amerika
Med vsemi plemeni so najdlje na zahod prišli norveški Vikingi, ki so že v osmem stoletju pristali na Shetlandskih otokih, okoli leta 870 pa so poselili tudi Islandijo, kjer so kmalu oblikovali neodvisno državo in oblikovali prvi znani parlament na zahodu, imenovan Althing. Leta 985 je vikinški poglavar Erik Rdeči ustanovil kolonijo na Grenlandiji, od koder je okoli leta 1000 na zahod odplul Erikov sin Leif Eriksson, ki je priplul do polotoka Labrador, kjer je na griču, poraslem z divjo trto ustanovil kolonijo, ki jo je poimenoval po tej rastlini - Vinlandija. Kolonija je sicer propadla, ko so jo Vikingi zaradi nenehnih napadov ameriških domorodcev (t.i. Skaerlingov) zapustili le tri leta po ustanovitvi.

## Konec vikinškega obdobja
Vikingi so se povsod, kamor so prišli, kmalu povezali z okoliškim prebivalstvom in se začeli mešati z njim, kar je kmalu vodilo v asimilacijo. Kmalu so tudi sprejeli krščanstvo in druge navade iz okolja. Konec vikinške dobe pa zgodovinarji povezujejo z letnico 1066, ko je normanski vojvoda Viljem Osvajalec (potomec vikinškega poglavarja Rolla, ki je vladal v Normandiji) v bitki pri Hastingsu premagal Angle in Sase ter postal angleški kralj. Nekako v tem obdobju pa tudi druga vikinška plemena po Evropi izginejo in se »stopijo« z okolico. Tako je po tristo letih izginila ena najuspešnejših civilizacij Evrope, ki je pustila mnogo sledi v evropski zgodovini.

## Današnja zapuščina
Angleško govoreči narodi še danes uporabljajo vikinška imena za nekatere dneve:
- Tuesday (torek) - Tyrov dan
- Thursday (četrtek) - Thorov dan
- Friday (petek) - Freyin dan